# フォンタニーレ
フォンタニーレ（伊: Fontanile）は、イタリア共和国ピエモンテ州アスティ県にある、人口約500人の基礎自治体（コムーネ）。

## 地理

### 位置・広がり

#### 隣接コムーネ
隣接するコムーネは以下の通り。
- カステル・ボリオーネ
- カステル・ロッケーロ
- カステッレット・モリーナ
- モンバルッツォ
- ニッツァ・モンフェッラート
- クアランティ

#### 地震分類
イタリアの地震リスク階級 (it) では、4 に分類される
。